# Semiothisa geminilinea
Semiothisa geminilinea là một loài bướm đêm trong họ Geometridae.